# Anurag Kashyap
Anurag Kashyap (en hindi, अनुराग कश्यप: Gorakhpur, d'Uttar Pradesh, 10 de setembre de 1972) és un director i guionista de cinema de l'Índia. És conegut sobretot per la pel·lícula del 2004 Black Friday, que relata la història d'esdeveniments dels atemptats de Bombai de 1993. Va escriure un guió per Aqua (2005) de Deepa Mehta.
Va anar a la Universitat de Delhi amb el propòsit d'obtenir la llicenciatura en Zoologia. Va treballar com a actor de carrer en la companyia teatral Jana Natya Manch. El 1993 va ser animat per la pel·lícula italiana El lladre de bicicletes projectat en el Festival Internacional de Cinema de l'Índia. Es va mudar a Mumbai, on va lluitar per sobreviure. El director Ram Gopal Varma li va donar feina com a guionista a Satya (1998). Va ser per a aquest temps que va desenvolupar la pel·lícula Paanch. Va escriure els guions d'Aqua (2005) i Yuva (2004) de Mani Ratnam. Va debutar com a director amb Black Friday, una pel·lícula molt influent de 2004. Va ser nominada per al Lleopard d'or, premi a la millor pel·lícula del Festival Internacional de Cinema de Locarno.
En 2009 es va estrenar la seva adaptació contemporània de Devdas, Dev D.
El seu fill menor Abhinav Kashyap és també director.

## Filmografia

### Director
- 2003 : Paanch
- 2004 : Black Friday
- 2007 : No Smoking
- 2007 : Return of Hanuman
- 2009 : Dev.D
- 2009 : Gulaal
- 2010 : Mumbai Cutting
- 2010 : That Girl in Yellow Boots
- 2012 : Gangs of Wasseypur
- 2013 : Ugly
- 2013 : Bombay Talkies - segment Muraba
- 2015 : Bombay Velvet
- 2016 : Raman Raghav 2.0
- 2016 : Madly (segment Clean Shaven)
- 2017 : The Brawler (Mukkabaaz)
- 2018 : Lust Stories - segment
- 2018 : Manmarziyaan
- 2020 : Ghost Stories - segment Histoire 2
- 2020 : Choked
- 2022 : Dobaaraa
- 2022 : Almost Pyaar with DJ Mohabbat
- 2023 : Kennedy

### Guionista
- Satya (1998)
- Kaun (1999)
- Shool (1999)
- Jung (2000)
- Nayak: The Real Hero (2001)
- Paanch (2003)
- Yuva (2004)
- Paisa Vasool (2004)
- Black Friday (2004)
- Deewaar (2004)
- Main Aisa Hi Hoon (2005)
- Aqua (2005)
- Mixed Doubles (2006)
- Shoonya (2006)
- Valley of Flowers (2006)
- Meridian Lines (2007)
- Honeymoon Travels Pvt. Ltd. (2007)
- No Smoking (2007)
- Hanuman Returns (2007)
- Dev D (2009)
- Gulaal (2009)

### Productor
- Udaan (2010)

### Actor
- Paanch (2000) Home de dalt
- Black Friday (2004) Agent d'ISI
- No Smoking (2007) Home en ascensor a "Jabbhi cigarette jalti hai
- Luck by Chance (2009) Escriptor
- Dev. D (2009) Client
- Gulaal (2009) Hoste
- I Am (2010) Pederasta
- Tera kya hoga johnny (2011)